# Bujad
Bujad (lat. Pteridium), rod papratnjača iz porodice Dennstaedtiaceae, koja čini dio reda osladolike. Postoje 4 priznate vrste koje su raširene po čitavom svijetu. Značajan je i broj podvrsta.
U Hrvatskoj raste orlovska bujad, P. aquilinum (L.) Kuhn i jedna njezina podvrsta P. aquilinum ssp. aquilinum.

## Vrste
1. Pteridium aquilinum (L.) Kuhn
2. Pteridium caudatum (L.) Maxon
3. Pteridium esculentum (G.Forst.) Nakai
4. Pteridium rostratum (Burm.fil.) Fraser-Jenk.